# Alluaudomyia xanthocoma
Alluaudomyia xanthocoma är en tvåvingeart som först beskrevs av Jean-Jacques Kieffer 1913.  Alluaudomyia xanthocoma ingår i släktet Alluaudomyia och familjen svidknott. Inga underarter finns listade i Catalogue of Life.